# Дамяно (дем Пелла, Греция)
Дамян (греч. Δαμιανό, Дамяно: Δαμιανόν, Дамянон до 1926 Δάμιανη, Дамяни) — старинное село в Эгейской Македонии, в номе Пелла, расположено близ древней македонской столицы, в греческой области Центральная Македония. Население 381 человек (на 2001 год).

## География
Село расположено в 5 километрах к северо-востоку от города Яница по дороге к городу Гумениса и недалеко от древней македонской столицы Пеллы.

## История

### В Османской империи
В XIX веке Дамян был чисто-болгарским селом в Энидже-Вардарской казе Османской империи. В 1848 году русский славист Виктор Григорович упомянул в «Очерке путешествия по Европейской Турции» населённый пункт Дамия, описав его как болгарское село.

В 1889 году хорват Стефан Веркович в «Топографическо-этнографическом очерке Македонии» писал о Дамяне следующее: 
На востоке от города Алари, в гористой местности расположено село Дамяни. Жители его суть болгары-христиане, занимаются земледелием и виноградарством.
В начале 1870-х годов жители Дамяна (наряду с жителями окрестных сёл) активно боролись за автономную Церковь, под именем «Болгарский экзархат». Они ходатайствовали перед султаном об издании соответствующего фирмана. 11 мая 1872 года, в день памяти святых Мефодия и Кирилла, вопреки запрету Патриархии, был торжественно прочитан акт о провозглашении автокефальной Болгарской Церкви.
В 1900 году, по данным болгарского географа Васила Кынчева, в селе было 90 жителей, все — болгары-христиане. Всё село находилось под окормлением Болгарского экзархата. По данным экзархийского секретаря Димитра Мишева, в 1905 году в Дамяне (Damian) было 112 болгар-экзархистов.
По данным кукушского околийского училищного инспектора Николы Хырлева, в 1909 году в Дамяне 16 частных домов достоверно принадлежали болгарским экзархистам. Они занимались земледелием и виноградарством. Болгарское училище в Дамяне было открыто в 1907 году, и первый год функционировало нелегально, в частном доме. Вследствие затяжного конфликта между Экзархией и Константинопольским Патриархатом, в 1909 г. местная церковь «Свети Димитър» была закрыта.

### В Греции
Во время Первой Балканской войны село было занято греческими частями и осталось за Грецией после Второй Балканской войны. Болгары выехали отсюда в район Рога Старой Планины, а после греко-болгарского и греко-турецкого обменов населениями на их месте были размещены греческие беженцы. В 1926 году имя села было слегка видоизменено в Дамяно. В 1928 году село уже было чисто-беженским, в нём обитало 100 семейств беженцев (373 человека).

## Виднейшие личности
Рождённые в Дамяне:
- Георгий Иванов Пешев — Гончо (1885—1973), служил четником у воевод Христо Зинова и Иван Бырло, умер беженцем в Свети-Власе (Рог Старой Планины[11]).
- Георгий Костадинов Гинев (Гошо Дамянский), руководитель местного комитета ВМОРО[12]
- Димитр Айгыров (1866—1947), болгарский революционер, член ВМОРО, узник греческих тюрем.